# Elizabeth Murchison
Elizabeth P. Murchison est une généticienne anglo-australienne, professeure d'oncologie comparée et de génétique à l'Université de Cambridge. Son domaine de recherche se concentre sur les cancers transmissibles survenant chez les mammifères.

## Formation
Elizabeth Murchison grandit en Tasmanie et effectue ses études en génétique et biochimie à l'Université de Melbourne d'où elle sort diplômée en 2007. Elle obtient son doctorat en biologie moléculaire et génétique au Cold Spring Harbor Laboratory, aux Etats-Unis. Sa thèse est intilulée Genetic Studies of Mammalian Dicer. Elle retourne en Australie où elle démarre des recherches génétiques sur la tumeur faciale du diable de Tasmanie.

## Carrière et recherches

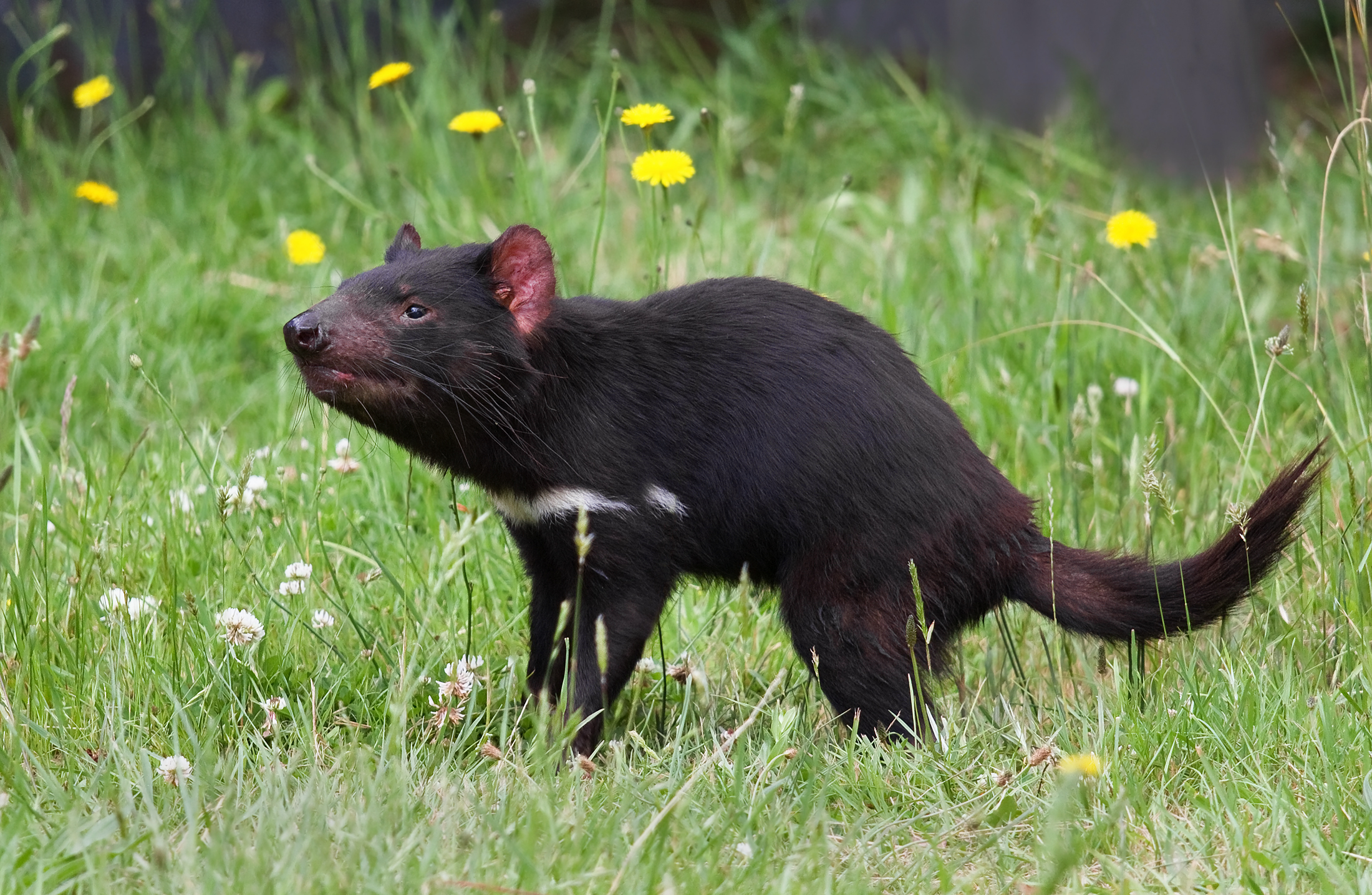
Diable de Tasmanie

En 2009, Elizabeth Murchison reçoit une bourse NHMRC Overseas Biomedical Fellowship pour se rendre au Wellcome Sanger Institute, au Royaume-Uni, où elle participe au séquençage du génome du diable de Tasmanie.
Elle rejoint le département de médecine vétérinaire de l'Université de Cambridge en 2013. Son groupe de recherche étudie comment certains cancers sont devenus transmissibles et tente de comprendre les processus évolutifs qui ont conduit à leur émergence et à leur propagation,.

## Distinctions
- 2017 - Membership of the EMBO Young Investigator Programme
- 2014 - Prix Philip Leverhulme[6]
- 2014 - Cancer Research UK - Prix Future Leaders in Cancer Research[7]
- 2014 - British Association for Cancer Research - AstraZeneca Young Scientist Frank Rose Award[8]
- 2014 - Genetics Society Balfour Prize Lecture[9]
- 2012 - Prix Eppendorf pour jeunes chercheurs européens[10]
- 2012 - MRC Suffrage Science award[11]
- 2009 - Prix L'Oréal-UNESCO pour les femmes et la science, UK et Irlande

## Publications
Elizabeth Murchison est l'auteure et co-auteure de nombreux articles de recherches, dont:
- Characterization of Dicer-deficient murine embryonic stem cells; EP Murchison, JF Partridge, OH Tam, S Cheloufi, GJ Hannon; Proceedings of the National Academy of Sciences 102 (34), 12135-12140
- Targeted deletion of Dicer in the heart leads to dilated cardiomyopathy and heart failure; JF Chen, EP Murchison, R Tang & Al.; Proceedings of the National Academy of Sciences 105 (6), 2111-2116
- miRNAs on the move: miRNA biogenesis and the RNAi machinery; EP Murchison, GJ Hannon; Current opinion in cell biology 16 (3), 223-229
- Genome sequencing and analysis of the Tasmanian devil and its transmissible cancer; EP Murchison, OB Schulz-Trieglaff, Z Ning, & Al.; Cell 148 (4), 780-791